# Ramon Solanes
Ramon Solanes Pinyol (Barcelona, 1926 - 12 de marzo de 2019) fue un periodista español, en 1958 pionero de la televisión en Cataluña. Dirigió Mundo Diario desde su creación hasta 1978.

## Biografía
Nacido en el barrio del Eixample de Barcelona, de profesión perito mercantíl. Fue profesor en la Escuela Oficial de Periodismo de Barcelona y de la Escuela de Periodismo de la Iglesia y en 1958 fue uno de los pioneros en poner en marcha el Centro de Producción de TVE en Miramar, donde llegó de la mano de Luis Ezcurra, entonces director de Radio Nacional de España en Barcelona y con el que coincidió en la Escuela Oficial de Periodismo. En Miramar fue sucesivamente Jefe de Realización, Jefe de Programas y Director de la Primera y Segunda Cadena, además de dirigir y realizar programas dramáticos y de suspenso como Los últimos cinco minutos, Sospecha y una adaptación de Romeo y Julieta. 
Dejó la televisión en 1970 e inició una nueva etapa dirigiendo "Diario Femenino" que convirtió primero en DF y posteriormente en 1974 en Mundo Diario, el primer periódico -todavía en la época franquista- que asumió como base la información laboral. Lo dirigió hasta 1978.
Fue también asesor de prensa de diversas entidades y empresas, así como miembro fundador y del equipo directivo de la agencia de prensa ACI.
En 2009 publicó el libro La tele sota Franco. L'aventura de Miramar (Ara Llibres) con sus memorias, en las que recordó anécdotas e historia de su paso por los primeros años de televisión. 
Murió en Barcelona a los 93 años el 12 de marzo de 2019.